# Hytop
Hytop é uma cidade  localizada no estado americano do Alabama, no Condado de Jackson.

## Demografia
Segundo o censo americano de 2000, a sua população era de 315 habitantes.
Em 2006, foi estimada uma população de 315, um aumento de 0 (0.0%).

## Geografia
De acordo com o United States Census Bureau, a localidade tem uma área de 5,9 km², sem área coberta por água. Hytop localiza-se a aproximadamente 538 m acima do nível do mar.

## Localidades na vizinhança
O diagrama seguinte representa as localidades num raio de 32 km ao redor de Hytop.